# ジョー・ギャウ
ジョー・ギャウ（Joe Gyau、1992年9月16日 - ）は、アメリカ合衆国出身の同国代表サッカー選手。デーゲルフォルシュIF所属。ポジションはMF。

## クラブ経歴
2010-11シーズンにドイツに渡航し、TSG1899ホッフェンハイムと契約を結んだ。
2012年8月、2.ブンデスリーガのFCザンクトパウリに延長オプション付きのレンタルで加入。
2014年6月、ボルシア・ドルトムントのリザーブチームに加入。
2017年1月、3.リーガのSGゾネンホフ・グロースアスパッハに移籍。
2018年5月、MSVデュースブルクに移籍。
2019年8月8日、メジャーリーグサッカーのFCシンシナティに加入。

## 代表歴
U-15、U-17、U-20、U-23の各レベルでアメリカ合衆国代表としてプレーしている。2012年3月、オリンピック予選の試合のためにU-23アメリカ合衆国代表チームに招集された。
2012年11月、フル代表に招集された。2014年9月3日、チェコ代表との親善試合でフル代表初キャップ。

## 人物
フロリダ州タンパで生まれ、メリーランド州シルバースプリングで育った。
実父のフィリップは元サッカーアメリカ合衆国代表選手で、祖父のジョセフは元サッカーガーナ代表選手。